# Atlatlahucan

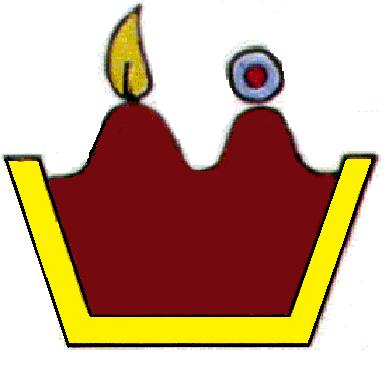
Brasão do município de Atlatlahucan, Morelos.

Atlatlahucan é um município do estado de Morelos, no México. O nome tem um significado próximo "lugar da água vermelha ou colorada".